# Мосійчук Олександр Вікторович
Олександр Вікторович Мосійчук (нар. 17 лютого 1988, с. Браженка Житомирська область — загинув 13 серпня 2022, Піски Донецька область) — солдат Збройних сил України, учасник російсько-української війни.

## Життєпис
Народився 17 лютого 1988 року в селі Браженка на Житомирщині.
В 1994 році пішов до першого класу Браженської початкової школи, закінчив Любомирську початкову школу на Хмельниччині. В 1998 році пішов до п'ятого класу Новочорторийської середньої школи. Навчався добре. З дитинства любив спорт, особливо футбол. Грав в шашки, теніс, неодноразово їздив на змагання.
Після закінчення дев'ятого класу в 2003 році вступив до Новочорторийського аграрного технікуму на факультет «ветеринарна медицина».
В 2006 році був призваний на військову службу в 1 Президентський полк Почесної варти. Після завершення військової служби у 2009 році закінчив навчання в аграрному технікумі.
В 2014 році одружився, має доньку Аріну. Жив і працював в Ірпені. З 2020 р. до повномасштабного вторгнення працював у м. Рівне.
24 лютого 2022 р. розпочалась війна. 5 березня 2022 р. вивіз сім'ю з Ірпеня, сам лишився в теробороні. По приїзді в Полонне пішов у військкомат.
8 червня 2022 р. був призваний до лав ЗСУ. Служив в 36 ОСБ, що був сформований на Хмельниччині. Проходив військову підготовку на Сумщині, воював на Донецькому напрямку, стрілець-помічник гранатометника.
Загинув Олександр 13 серпня 2022 року в селищі Піски, що на Донеччині, прикриваючи побратимів.

## Нагороди
Мосійчук Олександр Вікторович посмертно нагороджений орденом «За мужність» ІІІ ступеня.